# وبستر (حوزه سرشماری)، ماساچوست
وبستر (به انگلیسی: Webster) یک منطقهٔ مسکونی در ایالات متحده آمریکا است که در شهرستان ووستر، ماساچوست واقع شده‌است. وبستر ۷٫۷ کیلومتر مربع مساحت و ۱۱٬۴۱۲ نفر جمعیت دارد و ۱۴۱ متر بالاتر از سطح دریا واقع شده‌است.